# Toutisme
Le Toutisme (en russe : Vsiotchestvo ; en écriture cyrillique : Всёчество) est un mouvement artistique créé en 1913 par le poète Ilia Zdanevitch, les peintres Michel Larionov et Mikhail Le Dentu qui considéraient que toute œuvre du passé et du présent pouvait être reconnue comme digne d'être étudiée par l'artiste contemporain. Larionov et Le Dentu se retrouvent au sein de la Queue d'Âne (groupe d'artistes) qui s'intéressait par exemple au mobilier populaire, aux ustensiles en bois de la cuisine ukrainienne. Ce n'est que près de 80 ans après la création du mouvement, que le slaviste américain J. E. Bowlt publia en 1991 un manifeste du toutisme en peinture. 